# 森孝慈
森 孝慈（もり たかじ、1943年11月24日 - 2011年7月17日）は、広島県福山市出身のサッカー選手、サッカー指導者。現役時代のポジションはミッドフィルダー。サッカー日本代表として56試合に出場し、1968年メキシコシティオリンピックで銅メダルを獲得した。

## 人物
「浦和レッドダイヤモンズの父」「浦和レッズ生みの親」と称される。
実父は教師、広島県庁および日本体育協会職員で、原爆被災後の広島市内の様に衝撃を受け、街をうろつく原爆孤児を引き取り、戦後広島湾・似島に似島学園を設立したことで知られる森芳麿。実兄は日本プロサッカーリーグ（Jリーグ）創設へ大きな舵取り役を果たした森健兒。

## 経歴

### 選手時代
福山市西町で生まれる。父・芳麿の似島学園創設に伴い一家で似島に転居し、孝慈は2歳から中学3年まで広島市似島で育ち、小学校4年からは毎日船に乗って島外の広島市立皆実小学校へ通学。中学・高校は修道で学び、高校からは学校近くに一人で下宿した。海で鍛えた泳ぎを買われ中学3年間は水泳部に在籍、中3の卒業間際から親友の若山待久に誘われ本格的にサッカーを始める。成績も常にトップクラスで学級委員、女生徒の人気の的だったという。1956年、父・芳麿を亡くしている（詳細は似島学園参照）。
修道高校2年までは小城得達らがいた広大付属高校が全盛期で歯が立たず、全国出場はならなかったが、東洋工業（現：サンフレッチェ広島）とも練習試合をしてもらい鍛えられた。1961年、修道高3年時には下村幸男監督の下、国体優勝（決勝1-0、浦和市立）。更に同年の高校選手権で、釜本邦茂・二村昭雄らを擁する山城高校を破り優勝、当時の高校の全タイトル、高校2冠を達成した。当時のチームメイトには中村勤・吉田浩らがおり、キャプテンを務めた若山待久は後にJFAスポーツ医学委員として日本代表の医療スタッフとなる。
1962年に早稲田大学第一政治経済学部自治行政学科に入学し、ア式蹴球部に入部。一年時からレギュラーを獲り、松本育夫・野村尊敬・桑田隆幸・大野毅・二村・釜本らと早稲田の黄金時代を創る。1964年の第43回天皇杯全日本サッカー選手権大会では日立本社（現：柏レイソル）を3-0で破り、早稲田26年ぶりの天皇杯制覇に貢献。1966年は主将を務め、第46回天皇杯決勝で東洋工業（現：サンフレッチェ広島）を破って優勝した。これは天皇杯、最後の学生優勝である。当時の早稲田は作戦を選手で決めていた。早稲田在学中の1964年、東京オリンピックの全日本（日本代表メンバー）に選出され、以後1976年まで日本代表として活躍。
大学卒業後の1967年に日本サッカーリーグ (JSL) の三菱重工（現：浦和レッドダイヤモンズ）へ入団。杉山隆一、横山謙三らと共に主力として活躍し、1969年には当時JSL4連覇中だった東洋工業を破り初優勝を遂げた。JSLでは通算146試合出場、28得点。JSL1部優勝2回、天皇杯優勝2回。年間優秀11人賞を5回受賞。また日本代表でも、1967年のメキシコオリンピック予選前から、主にストッパーとしてチームの中力選手となると、メキシコオリンピック予選第1戦から1968年のメキシコオリンピック本大会、1970 FIFAワールドカップ・アジア・オセアニア予選、1970年アジア競技大会にかけて国際Aマッチ32試合連続出場。これはメキシコ五輪世代では1位の記録に当たる。
国際Aマッチは計55試合出場2得点の記録を残し、メキシコオリンピックでは全試合にHBとして中盤をリードし、銅メダルを獲得した。メキシコ五輪の主力が抜けた後は、1970年代の日本代表を中盤の司令塔として釜本らと支える。

### 日本代表監督
知的なプレーぶりは指導者向きと、長沼健ら日本サッカー協会(JFA)幹部から早くから見込まれ、引退後はJFAの指導者としてエリートコースを歩む。1979年、各競技のオリンピック・メダリストを対象にナショナル・コーチを育成しようという日本体育協会のプログラムからの助成を受けて、西ドイツにコーチ留学に送り出され、1.FCケルンのヘネス・バイスバイラー、リヌス・ミケルスらから一年間、指導法を学ぶ。1980年10月、日本代表監督の渡辺正が病気で倒れたため急遽呼び戻され、予定より早い同年11月に帰国し、川淵三郎監督下でコーチに就任した。川淵は強化部長兼任で名目上の監督であり、事実上チームの指揮は森が担った。1982 FIFAワールドカップ・アジア・オセアニア予選の敗退で、翌1981年4月からは川淵の後を受け日本代表監督に就任し、アマからプロへの端境期だった1980年代に一時代を築く。理論派と評され「日本サッカー立て直しの切り札」として期待はかつてないものであった。プロ化を進める日産や読売、アマにこだわる古河や三菱など出自の異なる混成軍を巧みにまとめ上げた他、既成概念にとらわれることなく、2部リーグや大学リーグにも足を運んで選手をピックアップし、これまでにない革新的なチーム作りを行った。この頃からテクニックに優れた新しい世代が台頭したこともあって、そうした選手たちを中心に、パスをつなぐ攻撃的なスタイルでロサンゼルスオリンピック予選に臨んだ。またそれまで勝利給はおろか日当さえも出なかった日本代表チームの報酬金や宿泊ホテルの改善などにも尽力した。
1980年代、日本は企業スポーツ全盛だった。いち早くプロ契約制度を導入した読売クラブなどの一部の選手を除いて、大多数は勤務する会社からの月給で生計を立てるサラリーマンであり、代表合宿中はいわゆる出張。中には欠勤扱いの選手もいた。現役を辞めれば、そのまま会社勤めに入るのが当たり前の時代で、副主将ながら控えで出番の少なかった岡田武史が「もう、ええですわ」と、代表には呼ばないで欲しいと言ってきたときには耳を疑ったが、岡田の立場もよく分かるため、結局慰留は出来なかった。戸塚哲也などは「代表でプレーすることに魅力を感じない」と公言していた。日本体育協会に加盟する一競技団体だったJFAも現在のような潤沢な運営資金はなく、代表のスタッフは、監督とコーチにドクターとマッサージ師が各一人だけ。マネージャーもおらず、監督が選手のパスポートを集めてチェックインなども行っていた。代表選手に支払われる金は交通費のみ。森も三菱から出向中のアマの代表監督で、勿論、無報酬。読売などの契約選手がクラブから出場給や勝利給を手にする一方で、社員選手の臨時報酬といえば、海外遠征時に会社から餞別が渡される程度だった。選手間で格差があり、これでは人間的に信頼し合うことができない、と森はJFAの当時の専務理事・長沼健と何度も掛け合い1982年から1日3千円の手当てが日本代表につくようになり、翌1983年からは出場した場合あるいは勝利した場合にボーナスがつく形になった。日本のライバルである韓国では1983年にプロリーグが始まり、代表選手に金銭的手当てが出るようになっていた。そのことを日本の選手も知っていたため、森監督は「韓国との待遇の差を言い訳に出来ない形にしたかった」のだという。
1982年アジア競技大会ではグループリーグで韓国を初めて国外で破る他イランと南イエメンにも勝ち3戦全勝でのベスト8進出、親善試合においてオランダのフェイエノールトやブラジルのコリンチャンスの海外の強豪クラブを破る成果を見せた。当時の日本代表の親善試合の相手は海外のクラブチームと決まっていた。しかし、親善試合の大活躍で攻撃の軸と期待された尾崎加寿夫がドイツ・ブンデスリーガのビーレフェルトへ移籍したのが響いた。当時は国際試合の時に海外移籍した日本人選手を呼び戻して代表入りさせるという発想はなく、尾崎や奥寺康彦などを代表に呼ぶことはなかった。試行錯誤の末、フォワードの軸は空中戦が強い原博実を据えて柱谷幸一と組ませて、所属クラブで攻撃的MFにコンバートされていた木村和司を司令塔に、金田喜稔（後に水沼貴史）を絡ませた日産勢を攻撃の柱にする布陣で挑むが、肝心のロサンゼルスオリンピック最終予選では連敗を重ね敗退した。当時の日本代表の情報収集能力は低く、初戦の相手であるタイの試合の映像を集めることもできず、相手チームについて何も知らずに初戦に臨み、タイのエース・ピヤポンにハットトリックを決められるなどで2-5の大敗（ピヤポン・ショック）。結局これが尾を引き4戦全敗に終わった。大会の直前にそれまでいなかったベテランを加えたことで、若手中心に団結していたチームのバランスが崩れてしまったともいわれる。
森は辞意を表明したが慰留され、1985年に開催された1986 FIFAワールドカップ・アジア予選では北朝鮮代表に史上初めて勝利し、平壌金日成競技場で北朝鮮代表と"完全アウェー"を戦うなど1次予選、2次予選を突破。宮内聡と西村昭宏で、後に世界の主流になるダブルボランチをいち早く取り入れるなどで。日本サッカーの歴史上初めてアジア最終予選に進出。当時のW杯でのアジアの出場枠は「1」(東アジアと西アジアで1枠ずつ)。この当時の代表チームは守備の加藤久、左サイドバックの都並敏史、右サイドバックの松木安太郎、中盤の木村和司、前線の原博実、水沼貴史ら、職人気質の個性派を擁し、強い結束力を持ち合わせたことから森ファミリーと呼ばれた。北朝鮮とのアウェー戦に、累積警告で出場停止だった松木安太郎を「彼もチームの一員だから」と帯同させた。感謝に震えながらボール運びなど下働きする松木を仲間は暖かく包んだ。
1985年10月26日、国立競技場での韓国代表とのアジア最終予選の初戦は、代表の試合で初めて国立が満員になった。代表戦にお客が入るようになり、サッカー協会の収入が増えてきたのはこの頃から。テレビの実況を担当したNHKアナウンサー・山本浩の「東京千駄ヶ谷の国立競技場の曇り空の向こうに、メキシコの青い空が近づいてきているような気がします」というオープニングの名台詞でも有名な試合であるが、立錐の余地もなく埋め尽くされた62,000人の大観衆と、スタンドにはためく無数の日の丸、かつて体験したことのない異様な熱気は、皮肉にも日本代表イレブンに過剰なプレッシャーとなってはね返った。また、韓国代表監督の金正男は、森の大学時代からの20年来の親友でもあり、冷静に日本代表を分析していた。「日本は前後半の開始25分ぐらいまでに点を取ることが多い。だからリスクを冒すことなく30分までは守りを固めていく」と、金が韓国イレブンに与えたこの指示で、引き気味に試合を進める韓国に対して、ボール支配率で上回った日本がペースを握っているかに思われたが、それは相手に仕組まれた巧妙な罠だった。効果的な攻撃を生み出せないままに時間は過ぎ、前半30分に韓国の右からのセンタリングを石神良訓がクリアしたキックが短く、そのキックミスをつけ込まれ先制点を奪われると、韓国に対する長年のコンプレックスから選手は大きく動揺し41分、再びミスから致命的な2点目を奪われた。このゴールの直後に木村和司のフリーキックで1ゴールしたものの、1-2でホームでの敗戦を喫するとソウルでの第2戦も0-1で敗れ、ワールドカップ出場まであと一歩まで迫ったが韓国に敗れた。この時のチームは「ドーハの悲劇」以前に最もワールドカップに近づいたチームであったとサンケイスポーツなどは報じている。この試合は今も日韓両国サッカー史に於ける伝説として語り継がられている。
わずか1点という最少得点差での敗戦ではあったが、またも力の差を見せつけられた。森は「韓国と日本の差はプロで有るか無いかに尽きる」「韓国に追いつくには日本にもプロを作るしかない」などと明言した。各ポジションにスペシャリストがいて完成度の高かったこのチームの敗戦によって、森をはじめ日本サッカー界全体がプロ化の必要性を痛感したものの、長沼健日本サッカー協会専務理事に迫った森のプロコーチとしての契約要求は受け入れられず。当時の韓国は国を抱えてサッカーを強化しており、韓国は代表選手に対して、W杯アジア予選に2億ウォン（当時の日本円で約5,000万円）と高級乗用車のボーナスを付けていたが、国立競技場を満杯にした一戦で、日本の代表選手が受け取ったのは、弁当と栄養補助と称する1万円にも満たない金。森は「やりようによっては韓国に勝てる」と、自身でも手応えを感じていたため、協会を牛耳る最高責任者・長沼専務理事と岡野俊一郎理事に選手の強化環境や待遇改善を強力に申し入れ、一応の了解を取り付けて1985年12月17日に自身の監督留任発表を行ったが、強化の実質責任者だった岡野強化部長は、臨教審のメンバーにもなって忙しく、森の要求は二人の得意とする"プロ意識"と"アマチュア精神"を上手く使い分けられ埒が明かず、とうとう嫌気が差して、1986年3月3日辞任した。「森は金を欲しがっている」と批判する論調も出た。協会の微温的体質に一石を投じたこの行動が、後のJリーグ創設という大河の一滴になった。また森が取り組んだ改革に今日の日本代表チームの原点があるともいわれる。日本代表監督のプロ契約が始まったのは、森退任から3年後、1988年1月に就任した横山謙三から（年間300万円）。横山のプロ契約（実際はセミプロ契約）を協会に要請したのは三菱重工の人事部課長に戻っていた森という。この時からようやくプロの指導者が代表チームを指揮するという慣例ができた。
森ファミリーのメンバーは現在、協会幹部、指導者として活躍している者が多いが、とても仲が良く今も年に1度集まるという。

### 浦和レッズ創設期
その後は三菱重工の人事部に戻りサッカー部副部長兼総監督。1988年、兄・健兒、木之本興三らとJSL活性化委員会（翌1989年、プロリーグ化検討委員会、のちのJリーグ）を設立。三菱重工社内のプロ化担当者としてサッカー部のプロ参加を嘆願、サッカー部の三菱自動車工業（以下、三菱自工）移管に主体的に関わる。重工は防衛庁や企業相手の仕事で、大衆にアピールするプロスポーツはやらないだろうと予想し、前々から内々にファンとの接点をつくりやすい自工移管を打診していた。三菱本社内部でも「伝統あるサッカー部を潰すな」の意向が強く、自工移管は痺れる攻防だったといわれる。社業としてドイツの事業所駐在が決定していたが、三菱自工の清水泰男（のち浦和レッズ社長）の要請で1989年7月、三菱自工に転籍。サッカー部プロ化に対して、社内の反応は冷ややかだったといわれるが、サッカー部のプロ化、立ち上げの中心人物として東奔西走した。
1990年9月、浦和青年会議所が中心になって「浦和プロサッカー球団をつくろう会」が発足、浦和市はホンダの誘致が決定的だった。三菱自工も社内的にも「東京フランチャイズで」という要請が強く。森もプロリーグ発足の準備として、理想のホームグラウンドというならまずは国立競技場、それがだめなら駒沢競技場、江戸川区陸上競技場あたりを中心に考えていたが、現実的には難しく、先方から断られる情況がずっと続いていた。しかし同年10月、ホンダが浦和市の誘致を断わったため、川淵三郎の仲介で「つくろう会」のメンバーと11月、西が丘サッカー場の近くのファミリーレストラン・すかいらーくで会う（森はそれ以前に浦和市の関係者と何度か接触はあった）。当初から浦和市はリストアップしていたが、浦和市はホンダで決定的だったため諦めていた。渡りに船のこの話に、この後は急ピッチに浦和レッドダイヤモンズ創設、Jリーグ入りが決定した。その後は仕事が山積み、会社との調整作業、および1991年秋からJリーグ専務理事・兄健兒が主宰した「プロリーグ設立準備室」の選手委員会と選手委員会専門部会の合同委員会に参加するなど身を粉にした。三菱が1週間でも決定に迷っていたら、直後にフジタ工業（後の湘南ベルマーレ）が浦和ホームへの名乗りを上げた背景もあり、浦和レッズの誕生もなかったといわれる。さらにスポンサー集めから、スタジアム改修の16億円以上の費用を自治体の政治家に掛け合う。昼は説明に回り、夜はその人たちと毎日会食。プロのクラブとは何か、誰も想像がつかない時代、みんなに応援される形を求め奔走した。会社に支援母体を作ろうと1991年にオフィシャルサポーターズクラブを組織、1992年度のクラブ数は615だったが、翌1993年には5178に増えた。その認定書一枚一枚に森は丁寧にサインをしていたという。ホーム浦和が正式に決まり、腰を据えて準備を始める頃には、もう1992年のナビスコカップが始まってしまう時期だった。森はチームが東京田町から移るはるか前に、自宅を浦和市に引っ越す等、森の人柄の良さから出世街道を歩んでいた藤口光紀（のち浦和レッズ社長）をはじめ、多くの人物がレッズ発足に参加した。森は自ら先頭に立って、Jリーグの理念である地元に密着したクラブ、チームづくりに心血を注いだ。清水泰男は「森ちんがいなかったら今のレッズはなかったと思います」と話しており、「今のレッズは森さんなくしてはあり得なかった」と昔を知る関係者の誰もが語っている。
1992年からレッズの初代監督に就任。観客を喜ばそうと、当時のクライフ監督率いるFCバルセロナが採用していた3-4-3の超攻撃的フォーメーションで挑み、1992年は天皇杯で準決勝まで進出した。しかし翌1993年にJリーグの公式戦が開幕すると、システムが相手に研究され尽くした事と補強の失敗、故障者続出でサントリーシリーズ、ニコスシリーズともに最下位となり、監督を辞任した。シーズン終了後の総括では「3年分は負けた」と語った。
ただ、森は、負けても愛された監督というよりは、負けが込むほど愛された監督であったと浦和フットボール通信は評し、「森さんのためなら叫ぶことができる」と浦和レッズのサポーターがコメントしていたと日刊スポーツなどが報じている。三菱自動車サッカー部時代から、浦和レッズの職員としてさまざまな部署を渡り歩いた村瀬佳代は「ボロ負けした試合のあとに、サポーターが集まっているお店に足を運ぶ監督なんていないじゃないですか（笑）。でも、森監督は『こういうときこそ行くんだ』と。私も何度かご一緒したんですけど、サポーターの方が『レッズは本当にダメだよなぁ』と言って飲んでいるところへ、森さんは『ワシも話に入れてくれ』と入っていくんですよ。当然、サポーターも驚きますよね。でもだんだん『僕は監督じゃないけれど、こういう現状があるから、こうすればもっと勝てるようになると思う』と一生懸命話してくれるわけです。そんな話を森さんはすごく丁寧に聞いている。そして最後には『次は勝つぞ！』って、サポーターとひとつになってしまう。私の記憶では、森さんはサポーターからブーイングを受けることもなかったし、バスが囲まれることもなかった。あんなに弱かったのに」などと証言している。負けるほどにサポーターとの絆が強まる不思議な結果は、森の人柄が引き起こした現象であった。情の厚さが人を引きつけ、その美質は浦和レッズ発足前後にも遺憾なく発揮された。日刊スポーツや浦和フットボール通信などは、森についてレッズ初代監督としては成功したとは言い難いが、温かい人間味がファンを魅了し、熱狂的なサポーターを育てたと報じている。ぶぎん地域経済研究所（武蔵野銀行）は、浦和レッズが熱狂的サポーターを増やした原因について、開幕初年度に負け続けるレッズを「勝てない、とにかく勝てない」「いつ勝つのか」などと、日本人独特の判官びいきによる気質によってマスメディアが上位のチーム以上に取り上げたから。「出来の悪い子ほど可愛い」という状況となることでより愛されるチームとなった。もし5位や6位や、「ありきたりの成績」であったなら、あまり注目もされなかったであろう、等と論じている。

### その後
1993年10月28日に行われた1994 FIFAワールドカップ・アジア予選の日本×イラク（ドーハの悲劇）のテレビ東京スタジオ解説を務め、1995年から1997年は横浜マリノスのゼネラルマネージャー、1995年には横浜マリノスは年間チャンピオンに輝いた。1998年はアビスパ福岡の監督、1999年から2001年はアビスパ福岡のフロントを務めた。2001年シーズン中に、塚本高志浦和レッズ代表から要請を受け、2002年から浦和のGMに就任。
社長の犬飼基昭、強化本部長に転任した中村修三と共にチームを改革、3年計画下でのハンス・オフトを監督に招聘しチームを強化、基礎作り2年の後2004年、ギド・ブッフバルト監督、ゲルト・エンゲルスヘッドコーチを招聘、大型補強の敢行で浦和に悲願のJリーグステージ初優勝、2005年第85回天皇杯、2006年第86回天皇杯連覇をもたらし、今日につながるレッズの礎を築いた。オフトやブッフバルト、闘莉王、三都主らの獲得、岡野雅行のレッズ復帰は、森GM＝中村強化本部長コンビで行い、犬飼社長が最終決定を下したもの。また在任中、ユース、ジュニアユースの改革に着手し教育ではなくプロ育成の下部組織として再スタートさせた。2006年1月31日をもってGMを退任。
2006年、第3回日本サッカー殿堂で委員会投票により掲額され殿堂入りを果たす。
2008年からは神奈川県横浜市を本拠地とするクラブチーム横浜GSフットボール・クラブの顧問、2010年発足した日本サッカー名蹴会名誉会長を務めた。
2011年7月17日、腎盂がんのため、駒沢オリンピック公園に隣接する国立病院東京医療センター（東京都目黒区）で死去。67歳没。奇しくもその日は2011 FIFA女子ワールドカップ（ドイツ）でサッカー日本女子代表（なでしこジャパン）がアメリカ合衆国を下して優勝した日でもあった。
2011年7月23日に埼玉スタジアム2002、7月24日から31日まで駒場スタジアムに献花台を設けると、のべ2000人のファンがメッセージ、タオルマフラー、大好きだったお酒などとともに花を供えに訪れた。現役時代は攻撃と守備をつなぐ「リンクマン」と呼ばれる中盤の名手。人と人とを温かく結びつける、生き方もリンクマンであった。

## エピソード
- 大学卒業後、森は兄のいる三菱重工入りを決め、早稲田大学の同級である釜本邦茂と、共に三菱重工に入社し「また二人でやろう」と約束していた。ところが関西在住で早大OBの川本泰三や賀川浩が「釜本、関西へ戻ってやれよ」と矢のような催促を受け、無理やり連れて行かれたヤンマーディーゼルの山岡浩二郎サッカー部長の熱弁で、催眠術のように入社を承諾してしまった。東京に戻り森に会いヤンマー入社を知らせると、森は「サッカーやるんだからいいさ。ともかく日本サッカーのためにがんばろうぜ」とだけ返した。「いつもグラウンドでもまず人のことを考えるいい奴、森は変心を咎めたり、詮索したりはしなかった」と釜本は語っている[101]。

## 個人成績
| 国内大会個人成績 | 国内大会個人成績 | 国内大会個人成績 | 国内大会個人成績 | 国内大会個人成績 | 国内大会個人成績           | 国内大会個人成績 | 国内大会個人成績 | 国内大会個人成績 | 国内大会個人成績 | 国内大会個人成績 | 国内大会個人成績 |
| 年度             | クラブ           | 背番号           | リーグ           | リーグ戦         | リーグ戦                   | リーグ杯         | リーグ杯         | オープン杯       | オープン杯       | 期間通算         | 期間通算         |
| 年度             | クラブ           | 背番号           | リーグ           | 出場             | 得点                       | 出場             | 得点             | 出場             | 得点             | 出場             | 得点             |
| 日本             | 日本             | 日本             | 日本             | リーグ戦         | リーグ戦                   | JSL杯            | JSL杯            | 天皇杯           | 天皇杯           | 期間通算         | 期間通算         |
| ---------------- | ---------------- | ---------------- | ---------------- | ---------------- | -------------------------- | ---------------- | ---------------- | ---------------- | ---------------- | ---------------- | ---------------- |
| 1967             | 三菱             |                  | JSL              | 14               | 3                          | -                | -                |                  |                  |                  |                  |
| 1968             | 三菱             |                  | JSL              | 14               | 3                          | -                | -                |                  |                  |                  |                  |
| 1969             | 三菱             |                  | JSL              | 14               | 2                          | -                | -                |                  |                  |                  |                  |
| 1970             | 三菱             |                  | JSL              | 14               | 6                          | -                | -                |                  |                  |                  |                  |
| 1971             | 三菱             |                  | JSL              | 10               | 1                          | -                | -                |                  |                  |                  |                  |
| 1972             | 三菱             |                  | JSL1部           | 14               | 0                          | -                | -                |                  |                  |                  |                  |
| 1973             | 三菱             |                  | JSL1部           | 18               | 1                          |                  |                  |                  |                  |                  |                  |
| 1974             | 三菱             |                  | JSL1部           | 18               | 8                          | -                | -                |                  |                  |                  |                  |
| 1975             | 三菱             |                  | JSL1部           | 12               | 4                          | -                | -                |                  |                  |                  |                  |
| 1976             | 三菱             |                  | JSL1部           | 18               | 0                          |                  |                  |                  |                  |                  |                  |
| 1977             | 三菱             |                  | JSL1部           | 0                | 0                          |                  |                  |                  |                  |                  |                  |
| 通算             | 日本             | 日本             | JSL1部           | 146              | 28\|\|\|\|\|\|\|\|\|\|\|\| |                  |                  |                  |                  |                  |                  |
| 総通算           | 総通算           | 総通算           | 総通算           | 146              | 28\|\|\|\|\|\|\|\|\|\|\|\| |                  |                  |                  |                  |                  |                  |

## 代表歴

### 出場大会など
- 1964年東京オリンピック（ベスト8）
- アジア競技大会 (1966,1970)
- 1968年メキシコシティーオリンピック（銅メダル）
- 1970 FIFAワールドカップ・アジア・オセアニア予選
- 1972年ミュンヘンオリンピック予選
- 1974 FIFAワールドカップ・アジア・オセアニア予選
- AFCアジアカップ1976 (予選)
- 1976年モントリオールオリンピック予選

### 試合数
- 国際Aマッチ 56試合 2得点 (1966-1976)[出典 85]

| 日本代表 | 国際Aマッチ | 国際Aマッチ | その他 | その他 | 期間通算 | 期間通算 |
| 年       | 出場        | 得点        | 出場   | 得点   | 出場     | 得点     |
| -------- | ----------- | ----------- | ------ | ------ | -------- | -------- |
| 1965     | 0           | 0           | 2      | 0      | 2        | 0        |
| 1966     | 4           | 0           | 3      | 1      | 7        | 1        |
| 1967     | 5           | 1           | 16     | 0      | 21       | 1        |
| 1968     | 4           | 0           | 17     | 1      | 21       | 1        |
| 1969     | 4           | 0           | 17     | 1      | 21       | 1        |
| 1970     | 13          | 0           | 10     | 1      | 23       | 1        |
| 1971     | 3           | 0           | 11     | 0      | 14       | 0        |
| 1972     | 8           | 0           | 7      | 3      | 15       | 3        |
| 1973     | 1           | 1           | 3      | 0      | 4        | 1        |
| 1974     | 1           | 0           | 3      | 0      | 4        | 0        |
| 1975     | 9           | 0           | 7      | 1      | 16       | 1        |
| 1976     | 4           | 0           | 0      | 0      | 4        | 0        |
| 通算     | 56          | 2           | 96     | 8      | 152      | 10       |

### 出場
| No. | 開催日         | 開催都市         | スタジアム                 | 対戦相手             | 結果        | 監督       | 大会               |
| --- | -------------- | ---------------- | -------------------------- | -------------------- | ----------- | ---------- | ------------------ |
| 1.  | 1966年12月16日 | バンコク         |                            | シンガポール         | ○5-1        | 長沼健     | アジア大会         |
| 2.  | 1966年12月17日 | バンコク         |                            | タイ                 | ○5-1        | 長沼健     | アジア大会         |
| 3.  | 1966年12月18日 | バンコク         |                            | イラン               | ●0-1        | 長沼健     | アジア大会         |
| 4.  | 1966年12月19日 | バンコク         |                            | シンガポール         | ○2-0        | 長沼健     | アジア大会         |
| 5.  | 1967年09月27日 | 東京都           | 国立霞ヶ丘競技場陸上競技場 | フィリピン           | ○15-0       | 長沼健     | オリンピック予選   |
| 6.  | 1967年09月30日 | 東京都           | 国立霞ヶ丘競技場陸上競技場 | チャイニーズタイペイ | ○4-0        | 長沼健     | オリンピック予選   |
| 7.  | 1967年10月03日 | 東京都           | 国立霞ヶ丘競技場陸上競技場 | レバノン             | ○3-1        | 長沼健     | オリンピック予選   |
| 8.  | 1967年10月07日 | 東京都           | 国立霞ヶ丘競技場陸上競技場 | 韓国                 | △3-3        | 長沼健     | オリンピック予選   |
| 9.  | 1967年10月10日 | 東京都           | 国立霞ヶ丘競技場陸上競技場 | 南ベトナム           | ○1-0        | 長沼健     | オリンピック予選   |
| 10. | 1968年03月30日 | シドニー         |                            | オーストラリア       | △2-2        | 長沼健     | 国際親善試合       |
| 11. | 1968年03月31日 | メルボルン       |                            | オーストラリア       | ●1-3        | 長沼健     | 国際親善試合       |
| 12. | 1968年04月04日 | アデレード       |                            | オーストラリア       | ○3-1        | 長沼健     | 国際親善試合       |
| 13. | 1968年10月14日 | プエブラ         |                            | ナイジェリア         | ○3-1        | 長沼健     | オリンピック       |
| 14. | 1969年10月10日 | ソウル           |                            | オーストラリア       | ●1-3        | 長沼健     | ワールドカップ予選 |
| 15. | 1969年10月12日 | ソウル           |                            | 韓国                 | △2-2        | 長沼健     | ワールドカップ予選 |
| 16. | 1969年10月16日 | ソウル           |                            | オーストラリア       | △1-1        | 長沼健     | ワールドカップ予選 |
| 17. | 1969年10月18日 | ソウル           |                            | 韓国                 | ●0-2        | 長沼健     | ワールドカップ予選 |
| 18. | 1970年07月31日 | クアラルンプール |                            | 香港                 | ●1-2        | 岡野俊一郎 | ムルデカ大会       |
| 19. | 1970年08月02日 | クアラルンプール |                            | 韓国                 | △1-1        | 岡野俊一郎 | ムルデカ大会       |
| 20. | 1970年08月04日 | クアラルンプール |                            | タイ                 | △0-0        | 岡野俊一郎 | ムルデカ大会       |
| 21. | 1970年08月08日 | クアラルンプール |                            | インドネシア         | ○4-3        | 岡野俊一郎 | ムルデカ大会       |
| 22. | 1970年08月10日 | クアラルンプール |                            | シンガポール         | ○4-0        | 岡野俊一郎 | ムルデカ大会       |
| 23. | 1970年08月16日 | クアラルンプール |                            | チャイニーズタイペイ | ○3-2        | 岡野俊一郎 | ムルデカ大会       |
| 24. | 1970年12月10日 | バンコク         |                            | マレーシア           | ○1-0        | 岡野俊一郎 | アジア大会         |
| 25. | 1970年12月12日 | バンコク         |                            | クメール             | ○1-0        | 岡野俊一郎 | アジア大会         |
| 26. | 1970年12月14日 | バンコク         |                            | ビルマ               | ○2-1        | 岡野俊一郎 | アジア大会         |
| 27. | 1970年12月16日 | バンコク         |                            | インドネシア         | ○2-1        | 岡野俊一郎 | アジア大会         |
| 28. | 1970年12月17日 | バンコク         |                            | インド               | ○1-0        | 岡野俊一郎 | アジア大会         |
| 29. | 1970年12月18日 | バンコク         |                            | 韓国                 | ●1-2(延長)  | 岡野俊一郎 | アジア大会         |
| 30. | 1970年12月19日 | バンコク         |                            | インド               | ●0-1        | 岡野俊一郎 | アジア大会         |
| 31. | 1971年07月28日 | コペンハーゲン   |                            | デンマーク           | ●2-3        | 岡野俊一郎 | 国際親善試合       |
| 32. | 1971年08月13日 | レイキャビク     |                            | アイスランド         | ○2-0        | 岡野俊一郎 | 国際親善試合       |
| 33. | 1971年10月02日 | ソウル           |                            | 韓国                 | ●1-2        | 岡野俊一郎 | オリンピック予選   |
| 34. | 1972年07月12日 | クアラルンプール |                            | クメール             | ○4-1        | 長沼健     | ムルデカ大会       |
| 35. | 1972年07月16日 | イポー           |                            | スリランカ           | ○5-0        | 長沼健     | ムルデカ大会       |
| 36. | 1972年07月18日 | クアラルンプール |                            | フィリピン           | ○5-1        | 長沼健     | ムルデカ大会       |
| 37. | 1972年07月22日 | クアラルンプール |                            | マレーシア           | ●1-3        | 長沼健     | ムルデカ大会       |
| 38. | 1972年07月26日 | クアラルンプール |                            | 韓国                 | ●0-3        | 長沼健     | ムルデカ大会       |
| 39. | 1972年08月04日 | シンガポール     |                            | フィリピン           | ○4-1        | 長沼健     | ペスタスカン大会   |
| 40. | 1972年08月06日 | シンガポール     |                            | インドネシア         | ●0-1        | 長沼健     | ペスタスカン大会   |
| 41. | 1972年09月14日 | 東京都           | 国立霞ヶ丘競技場陸上競技場 | 韓国                 | △2-2        | 長沼健     | 日韓定期戦         |
| 42. | 1973年05月20日 | ソウル           |                            | 南ベトナム           | ○4-0        | 長沼健     | ワールドカップ予選 |
| 43. | 1974年09月28日 | 東京都           | 国立霞ヶ丘競技場陸上競技場 | 韓国                 | ○4-1        | 長沼健     | 日韓定期戦         |
| 44. | 1975年06月14日 | 香港             |                            | 香港                 | △0-0(PK3-4) | 長沼健     | アジアカップ予選   |
| 45. | 1975年06月17日 | 香港             |                            | 北朝鮮               | ●0-1        | 長沼健     | アジアカップ予選   |
| 46. | 1975年06月21日 | 香港             |                            | シンガポール         | ○2-1        | 長沼健     | アジアカップ予選   |
| 47. | 1975年06月23日 | 香港             |                            | 中華人民共和国       | ●1-2        | 長沼健     | アジアカップ予選   |
| 48. | 1975年07月30日 | クアラルンプール |                            | 香港                 | ●0-2        | 長沼健     | ムルデカ大会       |
| 49. | 1975年08月02日 | クアラルンプール |                            | マレーシア           | ●0-2        | 長沼健     | ムルデカ大会       |
| 50. | 1975年08月09日 | クアラルンプール |                            | 韓国                 | ●1-3        | 長沼健     | ムルデカ大会       |
| 51. | 1975年08月11日 | クアラルンプール |                            | タイ                 | ○4-0        | 長沼健     | ムルデカ大会       |
| 52. | 1975年08月14日 | クアラルンプール |                            | ビルマ               | ○2-0        | 長沼健     | ムルデカ大会       |
| 53. | 1976年03月14日 | 東京都           | 国立霞ヶ丘競技場陸上競技場 | フィリピン           | ○3-0        | 長沼健     | オリンピック予選   |
| 54. | 1976年03月21日 | 東京都           | 国立霞ヶ丘競技場陸上競技場 | 韓国                 | ●0-2        | 長沼健     | オリンピック予選   |
| 55. | 1976年03月27日 | ソウル           |                            | 韓国                 | △2-2        | 長沼健     | オリンピック予選   |
| 56. | 1976年03月31日 | ソウル           |                            | イスラエル           | ●0-3        | 長沼健     | オリンピック予選   |

### 得点数
| # | 年月日        | 開催地           | 対戦国     | スコア | 結果 | 試合概要                                        |
| - | ------------- | ---------------- | ---------- | ------ | ---- | ----------------------------------------------- |
| 1 | 1967年10月3日 | 日本、東京       | レバノン   | 3-1    | 勝利 | メキシコ五輪予選                                |
| 2 | 1973年5月20日 | 大韓民国、ソウル | 南ベトナム | 4-0    | 勝利 | 1974 FIFAワールドカップ・アジア・オセアニア予選 |

## 監督成績
| 年度 | 所属 | クラブ | リーグ戦 | リーグ戦 | リーグ戦 | リーグ戦 | リーグ戦 | リーグ戦 | カップ戦   | カップ戦 |
| 年度 | 所属 | クラブ | 順位     | 試合     | 勝点     | 勝利     | 引分     | 敗戦     | ナビスコ杯 | 天皇杯   |
| ---- | ---- | ------ | -------- | -------- | -------- | -------- | -------- | -------- | ---------- | -------- |
| 1992 | J    | 浦和   | -        | -        | -        | -        | -        | -        | 5位        | ベスト4  |
| 1993 | J    | 浦和   | 10位     | 36       | -        | 8        | -        | 28       | 予選リーグ | 2回戦    |
| 1998 | J    | 福岡   | 18位     | 34       | 21       | 8        | -        | 26       | 予選リーグ | 4回戦    |